# Trollhättans HC
Trollhättans HC är en ishockeyklubb från Trollhättan i Västra Götalands län som bildades 1973 genom en utbrytning av ishockeysektionen i IFK Trollhättan. Medan ishockeyn som sektion inom IFK Trollhättan hade vissa framgångar har herrhockey i eget namn enbart spelats i Division 2 och 3.. Åren 2002-2004 deltog A-lagsverksamheten i ett samarbete med Vänersborgs HC under namnet Tvåstad Cobras som spelade en säsong i Division I.
Åren 2010–2020 hade föreningen ett damlag i seriespel. Säsongerna 2010/2011, 2017/2018, 2018/2019 och 2019/2020 spelade de i Damettan. Sedan 2021 har damverksamheten gått över till Trollhättefallens HC.